# Estádio Gelora Bung Tomo
O Estádio Gelora Bung Tomo (em indonésio: Stadion Gelora Bung Tomo) é um estádio multiuso localizado na cidade de Surabaia, na Indonésia, inaugurado em 6 de agosto de 2010. Utilizado principalmente para competições de futebol, é a casa onde o Persebaya Surabaya manda seus jogos oficiais por competições nacionais e continentais. Atualmente, sua capacidade máxima é de 50 000 espectadores.